# الغروب (فلم)
الغروب (بالإنجليزية: Sundown) هو فيلم درامي لعام 2021 من سيناريو وإخراج ميشيل فرانكو، تم عرض الفيلم لأول مرة في العالم في مهرجان البندقية السينمائي في 5 سبتمبر 2021، وتم إصداره في الولايات المتحدة من قبل بليكر ستريت في 28 يناير 2022.

## روابط خارجية
- مقالات تستعمل روابط فنية بلا صلة مع ويكي بيانات